# Bertram Biederbeck
Bertram Biederbeck (* 21. September 1924 in Niedermarsberg; † 24. Dezember 2006) war ein deutscher Kommunalpolitiker und ehrenamtlicher Landrat (CDU).

## Leben und Beruf
Nach dem Schulbesuch absolvierte Biederbeck eine landwirtschaftliche Ausbildung und war in diesem Beruf tätig. Insbesondere beschäftigte er sich mit der Pferdezucht.
Er starb an Heiligabend 2006 im Alter von 82 Jahren. Biederbeck war verheiratet und hatte drei Kinder. 

## Abgeordneter
Mitglied des Kreistages des Landkreises Brilon war er vom 27. September 1964 bis zur Gebietsreform 31. Dezember 1974. Außerdem war er von 1964 bis 1974 Mitglied des Stadtrates der Stadt Niedermarsberg und nach der Gebietsreform der Stadt Marsberg.

## Öffentliche Ämter
Vom 28. November 1969 bis zu seinem Rücktritt am 3. Oktober 1974 war er Landrat des ehemaligen Landkreises Brilon. Außerdem war er einige Jahre Bürgermeister der Stadt Marsberg.
Biederbeck war in verschiedenen Gremien des Landkreistages Nordrhein-Westfalen tätig.